# کژحوزه‌بندی
جِری‌مَندِرینگ یا کژحوزه‌بندی روشی برای تغییر نتایج انتخابات از طریق بازآرایی حوزه‌های انتخابیه است. این اصطلاح به مجموعه اقداماتی گفته می‌شود که طی آن یک گروه، طبقه اجتماعی یا جناح سیاسی تلاش می‌کند با دستکاری در مرزبندی حوزه‌های رای‌گیری در یک شهر یا ایالت، بر نتیجه رای‌گیری در این نواحی به نوعی که نتیجه یا نام کاندیدای مورد پسند آن حزب از صندوق بیرون آید اثر بگذارد.

## واژه‌شناسی
کژحوزه‌بندی معادل مصوب فرهنگستان زبان فارسی برای Gerrymandering یا سمندربازی جری در زبان انگلیسی است. این اصطلاح پس از آن رایج شد که البریج جری، فرماندار جمهوری‌خواه ایالت ماساچوست آمریکا در آغاز سده ۱۹ (میلادی) تلاش کرد از طریق بازآرایی نقشهٔ این ایالت، بخت فدرالیست‌ها برای پیروزی در انتخابات کنگره را کاهش دهد. یک روزنامهٔ منتقد به نام بوستن گَزِت، نقشهٔ تازه شهرستان‌ها را به شکل یک «سمندر» تشبیه کرد. اصطلاح جری‌مندرینگ ترکیبی از نام فرماندار وقت و بخشی از کلمهٔ سمندر (به انگلیسی: Salamander) است.

## در آمریکا
برخی در آمریکا بر این باورند که حوزه‌های انتخابیه کنگره ایالات متحده آمریکا در بسیاری از ایالت‌ها به نفع حزب جمهوری‌خواه مرز بندی شده است. اما دیوان عالی ایالات متحده آمریکا می‌تواند جلوی این حوزه‌بندی را بگیرد.

## در ایران
یک پژوهشگر ادعا کرده‌است که کژحوزه‌بندی در استان گلستان موجب شده‌است تا ترکمن‌ها، کمتر از نسبت جمعیت خود در مجلس شورای اسلامی نماینده داشته باشند.

## نگارخانه

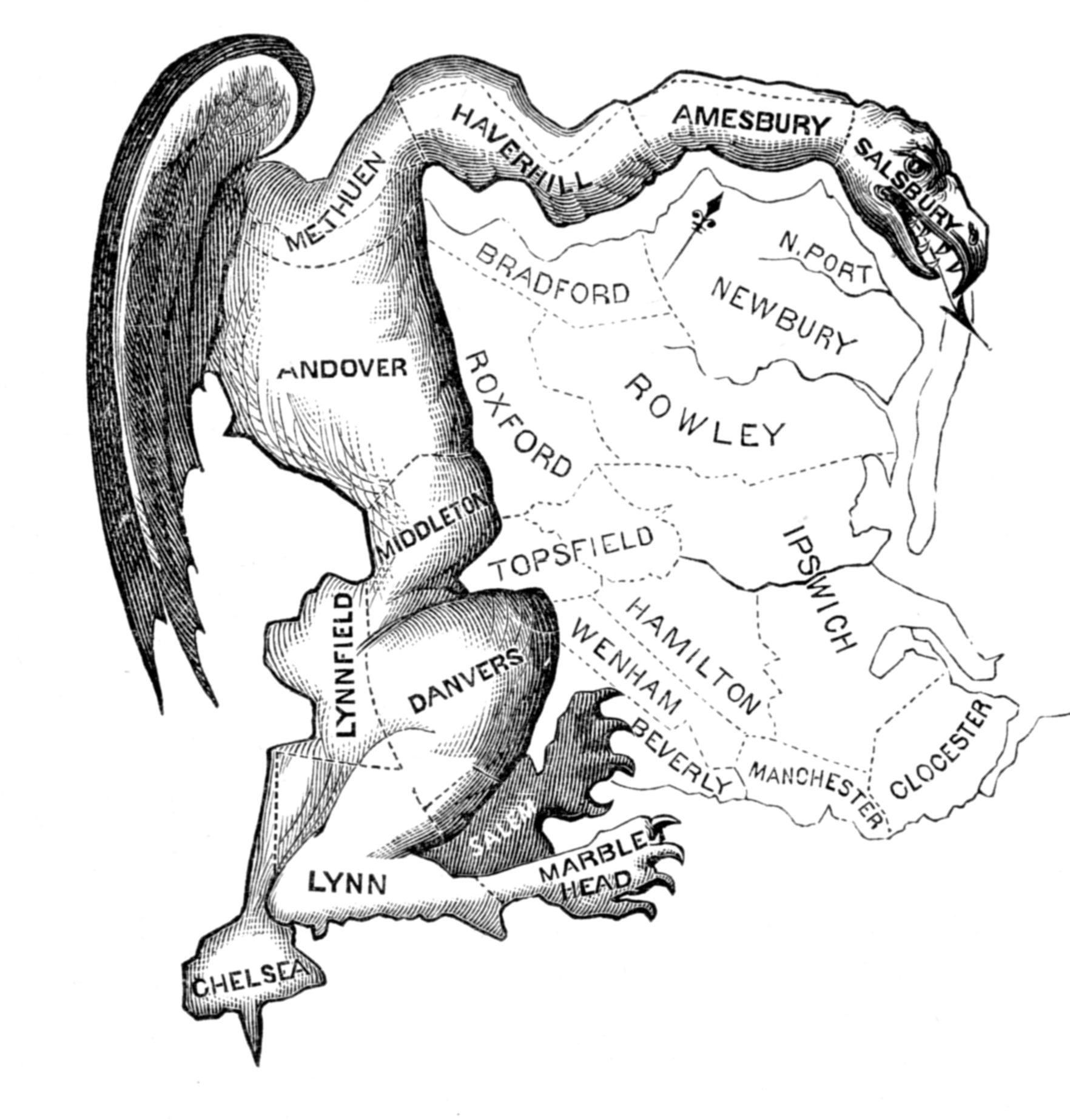
نقشه دست‌کاری شده در ناحیه اسکس، ماساچوست در سال ۱۸۱۲ که مطبوعات، آن را به شکل سمندری که روی انتخابات کنگره چنبره زده ترسیم کردند و پس از آن، اصطلاح جری-مندرینگ را وارد ادبیات سیاسی آمریکا شد.
تقسیم حوزه‌های انتخابیه برای به‌دست آوردن نتیجه دلخواه